# Саного, Мусса
Мусса Саного  (фр. Moussa Sanogo; род. 21 декабря 1974) — ивуарийский политический деятель, министр культурного наследия, государственного управления и общественных предприятий (с 2023).

## Биография
Родился 21 декабря 1974 года. С 1993 по 1996 год посещал подготовительные курсы в Национальном политехническом институте в Ямусукро, где сдал вступительный экзамен в Национальную школу статистики и прикладной экономики. Вот время обучения он получил степень магистра прикладной экономики и статистики, специализируясь в большей степени на статистическом машиностроении и экономике.
В 1999 году Саного стал работать консультантом-экономистом в отделе экономической статистики в Национальном институте статистики в Абиджане, а в 2000 году переехал в Дакар, где работал в исследовательском отделе Центрального банка государств Западной Африки. Впоследствии он был повышен до официального представителя банка в европейских институтах сотрудничества в Париже.
2 мая 2017 года Мусса Саного был назначен советником премьер-министра Кот-д’Ивуара по экономическим вопросам, а затем стал государственным секретарём по вопросам бюджета и государственного управления. 4 сентября 2019 года он был назначен министром при премьер-министре по вопросам бюджета и государственного управления, а затем получил портфель министра. 18 октября 2023 года он стал министром культурного наследия, государственного управления и общественных предприятий в кабинете Робера Мамбе.